# Fenyr SuperSport
 (avril 2016).
Si vous disposez d'ouvrages ou d'articles de référence ou si vous connaissez des sites web de qualité traitant du thème abordé ici, merci de compléter l'article en donnant les références utiles à sa vérifiabilité et en les liant à la section « Notes et références ».

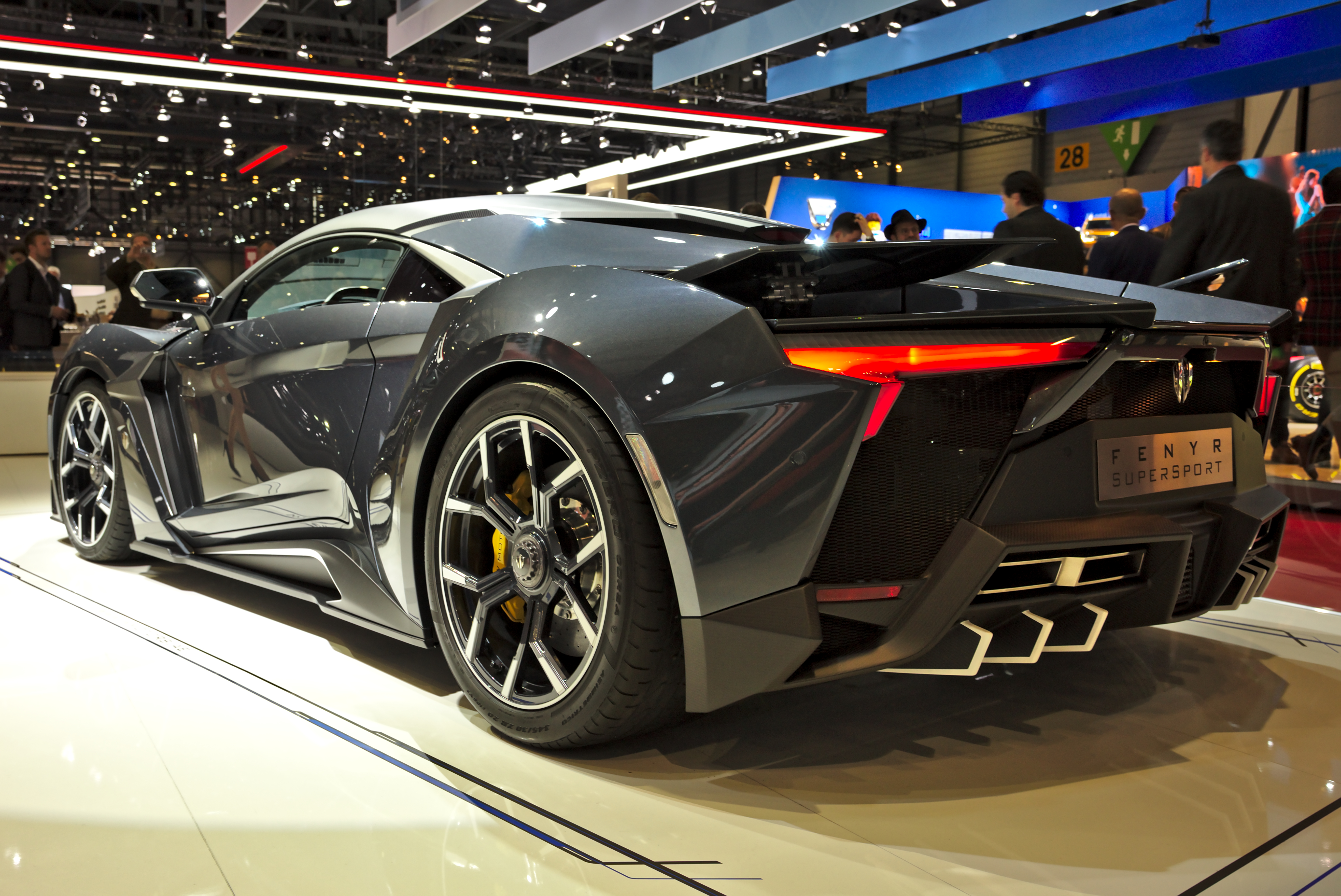
Vue arrière

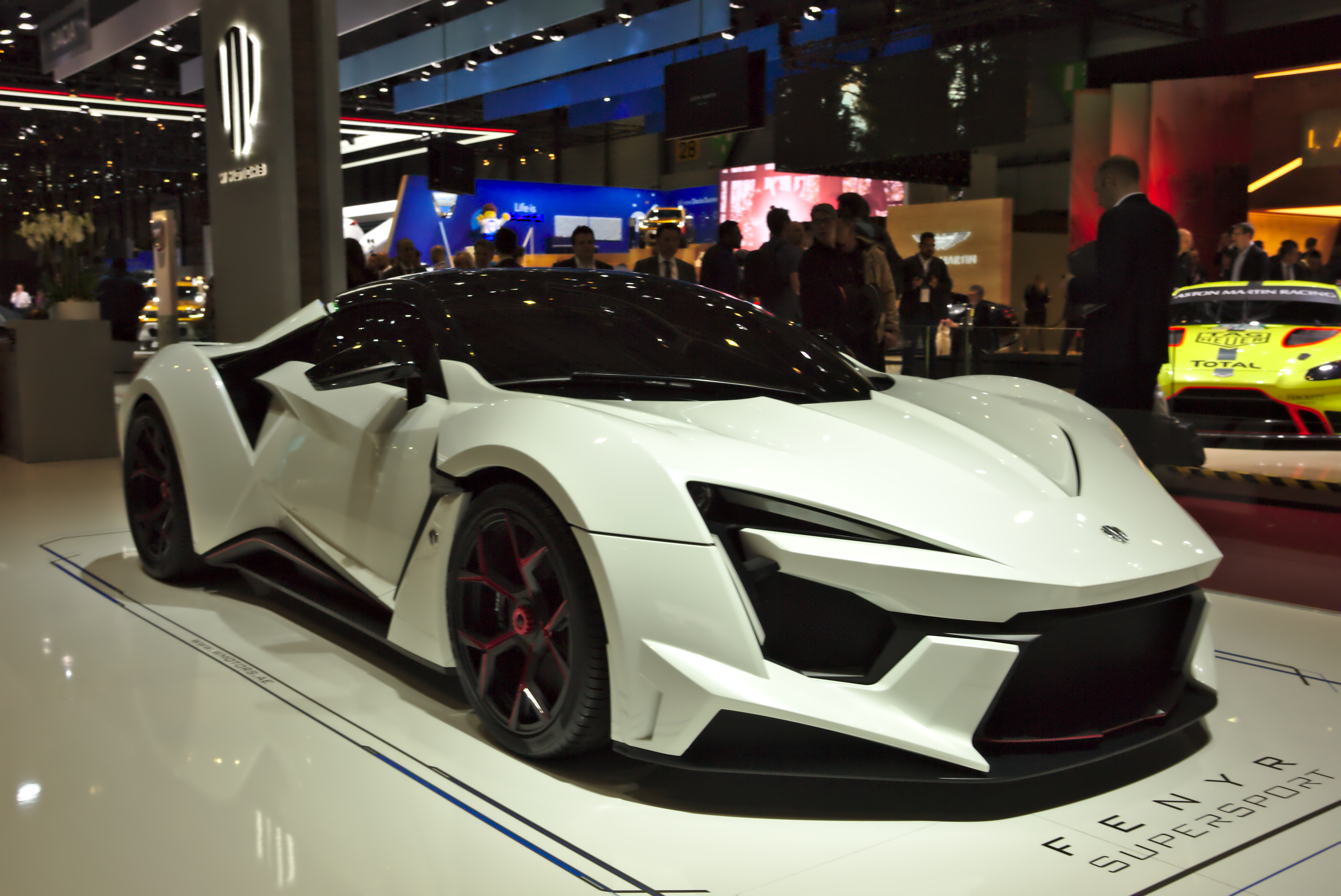
Fenyr SuperSport Concept

Le Fenyr a été initialement prévu avec un plafond de production de 25 véhicules par an, cependant, il a plus tard été réduit à 100 véhicules, plus 10 versions de lancement.
Le 31 juillet 2019, W Motors a annoncé sur les réseaux sociaux que les 5 dernières éditions de lancement de la voiture avaient été vendues à un homme d’affaires japonais anonyme. Des médias ont par la suite révélé que l’acheteur était Tetsumi Shinchi. Cela signifie qu’au moins 10 véhicules ont été attribués. 
Plusieurs sources ont également noté que la version de lancement de Shinchi sera présenté au Mega Supercar Motor Show en 2021.
La Fenyr SuperSport est le second modèle créé par le constructeur W Motors, une marque venant du Liban qui siège aux Émirats Arabes Unis. C'est la seconde supercar produite par le fabricant. Ce modèle a été présenté lors du Dubai International Motor Show en novembre 2015.

## Performance
Le fabricant revendique une vitesse maximale de 394 km/h pour la Fenyr Supersport. La voiture a un temps d’accélération de 0 à 100 km/h de 2,7 secondes. C’est au moins 5 km/h plus rapide et 0,1 seconde plus rapide que les chiffres revendiqués pour l’Hypersport Lykan.

## Design
L'intérieur du Fenyr SuperSport dispose d'un tableau de bord et d'une console centrale finie en fibre de carbone et d'Alcantara. Le système d'infodivertissement comprend un écran de tableau de bord de 31 cm, un écran central de 26 cm et un écran de 20 cm pour les commandes intérieures du côté passager. La voiture dispose également d'un routeur 3G et d'une application mobile pour une connectivité améliorée et une surveillance des données à distance

## Caractéristiques
La W Motors Fenyr SuperSport ne sera produite qu’à 25 exemplaires par an. Son tarif s'élève à 1.85 millions de dollars.

## Motorisation
Le Fenyr Supersport est propulsé par un moteur plat 6 cylindres turbo de 3,8 litres développé par Ruf Automobile, dont la puissance de sortie maximale est de 596 kW (810 ch) à 7 100 tr/min et 980 N m de couple à 4 000 tr/min. Le moteur est monté en position centrale arrière.